# Tindur (Streymoy)
Tindur è una montagna alta 579 metri sul mare situata sull'isola di Streymoy, la maggiore dell'arcipelago delle Isole Fær Øer, in Danimarca.